# علي فهمي
الفريق / علي فهمي محمد علي فهمي قائد عسكري مصري متقاعد، من مواليد 6 فبراير 1959, وهو ابن المشير محمد علي فهمي مؤسس والقائد السابق لقوات الدفاع الجوي المصرية خلال حرب أكتوبر 1973. ويشغل حالياً منصب مستشار عسكري في رئاسة الجمهورية.

## التأهيل العسكري
- حصل على بكالوريوس علوم الدفاع الجوى في 16 أغسطس 1982.[1]
- ماجستير العلوم العسكرية - كلية القادة والأركان.
- الدورة العليا لكبار القادة - أكاديمية ناصر العسكرية العليا.[1]
- دورة الأزمات العادية.
- دورة كلية الحرب العليا- أكاديمية ناصر العسكرية العليا.[1]

## المؤهلات المدنية
- بكالوريوس هندسة كهربية .[1]
- دبلوم في اللغة الإنجليزية .[1]

## حياته المهنية
- شغل منصب ملحق الدفاع بجمهورية روسيا الاتحادية .
- تدرج في جميع المناصب القيادية بقوات الدفاع الجوي .[1]
- رقي إلى رتبة لواء في 1 يناير 2012.[1]
- شغل منصب رئيس أركان قوات الدفاع الجوى في 12 ديسمبر 2015 خلفاً للواء أركان حرب أبو المجد هارون.[1]
- شغل منصب قائد قوات الدفاع الجوى برتبة لواء أركان حرب في 17 ديسمبر 2016 خلفاً للفريق عبد المنعم التراس.[2]
- في 27 أبريل 2017 رقي إلى رتبة فريق خلال انعقاد فعاليات المؤتمر الوطني للشباب بالإسماعيلية.
- في يناير 2021 إنتهت فترة خدمته العسكرية برتبة فريق.

## الأوسمة والأنواط والميداليات
- ميدالية الخدمة الطويلة والقدوة الحسنة.[1]
- نوط الواجب العسكرى من الطبقة الاولى.[1]
- نوط الخدمة الممتازة.[1]
- ميدالية 25 يناير 2011.[1]
- ميدالية 30 يونيو 2013.[1]